# 스튜디오 54

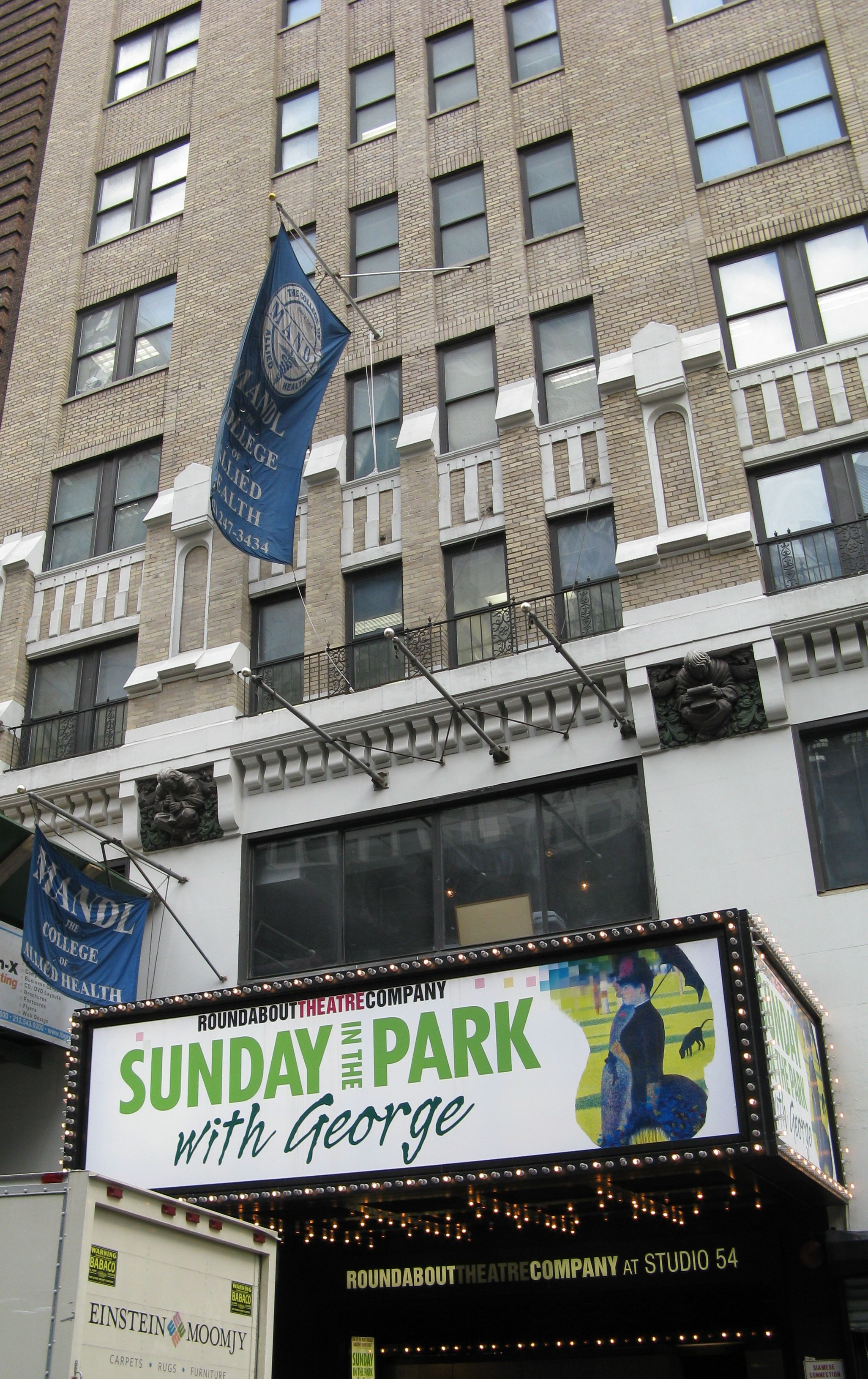
스튜디오 54

스튜디오 54(Studio 54)는 미국 뉴욕의 나이트클럽이다. 1977년 스티브 루벨과 이언 슈레이거에 의해 설립되었다.